# HIP 79431
HIP 79431 é uma estrela na constelação de Scorpius. Tem uma magnitude aparente visual de 11,4, sendo fraca demais para ser visível a olho nu. Com base em medições de paralaxe, do terceiro lançamento do catálogo Gaia, está a uma distância de 47,5 anos-luz (14,6 parsecs) da Terra. HIP 79431 é uma anã vermelha com um tipo espectral de M3V, também já classificada como M1. A partir de sua magnitude absoluta no infravermelho, sua massa é estimada em 49% da massa solar. Esta estrela tem uma temperatura efetiva de 3 690 K e uma metalicidade muito alta, com quase o triplo da proporção de ferro do Sol.
Em 2009 esta estrela foi incluída no programa M2K para descobrir planetas extrassolares por espectroscopia Doppler ao redor de estrelas de baixa massa. Durante essa pesquisa, o espectrógrafo HIRES, no Observatório Keck, coletou 13 medições da velocidade radial da estrela ao longo de um período de seis meses, revelando grandes variações consistentes com a presença de um planeta massivo em órbita. Esse planeta, com uma massa mínima de 2,1 vezes a massa de Júpiter, é um dos mais massivos encontrados ao redor de uma anã vermelha. Sua órbita tem um período de 112 dias e uma excentricidade de 0,29.
| Planeta | Massa   | Semieixo maior (UA) | Período orbital (dias) | Excentricidade |
| ------- | ------- | ------------------- | ---------------------- | -------------- |
| b       | >2,1 MJ | 0,36                | 111,7 ± 0,7            | 0,29 ± 0,02    |